# Marionina arenaria
Marionina arenaria is een ringworm uit de familie van de Enchytraeidae. De wetenschappelijke naam van de soort is voor het eerst geldig gepubliceerd in 1979 door Healy.